# Trouble or Nothin'
Trouble or Nothin'  es un álbum de 1989 de la cantante estadounidense Robin Beck, producido por Desmond Child y grabado y mezclado por Sir Authur Payson. Contiene la exitosa canción "First Time", utilizada para una campaña publicitaria de Coca Cola.

## Lista de canciones
| N.º | Título                                                        | Escritor(es)                              | Duración |  |
| 1.  | «Hide Your Heart» (Cover de Kiss)                             | Desmond Child, Holly Knight, Paul Stanley | 4:03     |  |
| 2.  | «Don't Lose Any Sleep» (Cover de John Waite)                  | Diane Warren                              | 4:06     |  |
| 3.  | «If You Were a Woman and I Was a Man» (Cover de Bonnie Tyler) | Child                                     | 4:03     |  |
| 4.  | «Hold Back the Night»                                         | Alice Cooper, Child                       | 3:37     |  |
| 5.  | «Save Up All Your Tears» (Cover de Bonnie Tyler)              | Warren, Child                             | 4:05     |  |
| 6.  | «In a Crazy World Like This» (Cover de Pat Benatar)           | Neil Giraldo, Tom Kelly, Billy Steinberg  | 3:56     |  |
| 7.  | «Tears in the Rain»                                           | Warren, Child                             | 4:42     |  |
| 8.  | «A Heart for You»                                             | Robin Beck, Jeff Kent, Terry Cox          | 4:13     |  |
| 9.  | «Sleeping with the Enemy»                                     | Beck, Kent                                | 3:35     |  |
| 10. | «First Time»                                                  | Tom Anthony, Gavin Spencer, Terry Boyle   | 3:16     |  |